# New City (Nueva York)
New City es un lugar designado por el censo (o aldea) y sede de condado del condado de Rockland en el estado estadounidense de Nueva York. En el año 2000 tenía una población de 34,038 habitantes y una densidad poblacional de 842.3 personas por km². New City se encuentra ubicada dentro del pueblo de Clarkstown.

## Geografía
New City se encuentra ubicada en las coordenadas 41°8′44″N 74°59′42″O / 41.14556, -74.99500. Según la Oficina del Censo, la ciudad tiene un área total de 42,2 km² (16,3 mi²), de la cual 14,1 km² (5,4 mi²) es tierra y 1,8 km² (0,7 mi²) (4.26%) es agua.

## Demografía
Según la Oficina del Censo en 2000 los ingresos medios por hogar en la localidad eran de $37,519, y los ingresos medios por familia eran $81,205. Los hombres tenían unos ingresos medios de $50,713 frente a los $38,658 para las mujeres. La renta per cápita para la localidad era de $30,338. Alrededor del 3.7% de la población estaban por debajo del umbral de pobreza.